# Loana
Pour les articles homonymes, voir Loana (homonymie) et Petrucciani (homonymie).
Loana Petrucciani, plus connue sous son seul prénom Loana, née le 30 août 1977 à Cannes, est la gagnante, en 2001, de la première émission de téléréalité française Loft Story, sur la chaîne M6. Sa renommée lui permet de s'essayer aux métiers de mannequin, styliste, chanteuse et animatrice de télévision.

## Biographie

### Jeunesse
Née d'un père pompiste et d'une mère au foyer, Loana grandit entre Cannes, Golfe-Juan et Grasse avec son frère. Après une enfance sans histoires, scolarisée dans une école privée, son adolescence est marquée par la violence et l'alcoolisme de son père qui a perdu son travail. Après le départ de son père lorsqu'elle a 16 ans, sa mère quitte le domicile familial lorsqu'elle a 17 ans et la laisse seule,,. 
Une de ses amies lui conseille de devenir go-go danseuse dans les boîtes de nuits et cabarets niçois. Elle pratique cette activité pendant cinq ans.

### Carrière

#### Loft Story(2001)
Elle se fait connaître en 2001, en remportant l'émission de téléréalité française Loft Story, l'adaptation française de l'émission Big Brother. L'émission est suivie par plusieurs millions de téléspectateurs chaque semaine. Loana est remarquée pour son physique et pour avoir eu, dans la piscine à la disposition des participants, une relation sexuelle feinte ou réelle avec le candidat Jean-Édouard Lipa, les ébats aquatiques étant filmés par les caméras de la production. Loana sort gagnante de l'émission avec le candidat Christophe Mercy (le concept était de faire gagner un couple) et obtient une maison d'une valeur de 460 000 € à Saint-Tropez[réf. nécessaire].
Afin de surfer sur le succès du Loft et l'ascension de Loana, M6 décide de suivre ses aventures dans sa maison à Saint-Tropez à travers une pastille de 5 minutes diffusée quotidiennement durant l'été 2001 intitulée L'Été de Loana. Loana effectue une chronique racontant ses aventures tropéziennes. 

#### Musique, stylisme, animation d'émissions télé et livre à succès (2001-2005)

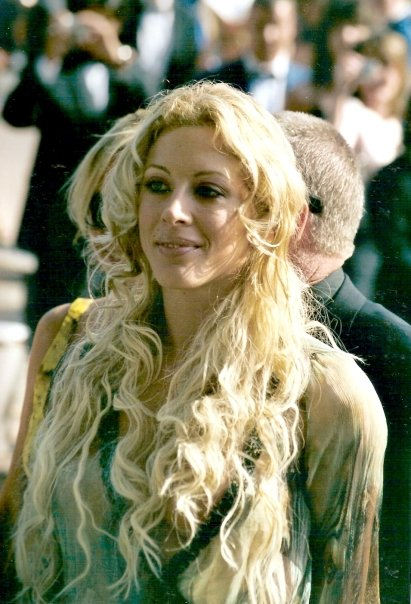
Loana en 2005.

Après le Loft, Loana fait publier le 15 septembre 2001 sa biographie, intitulée Elle m'appelait Miette et écrite par Jean-François Kervéan, qui se vendra à plus de 100 000 exemplaires.
Le 30 novembre 2001, elle sort son premier single intitulé Comme je t'aime, qui s'érige à la 18e place du classement single en France. Le 21 août 2002, elle sort un second extrait dénommé Obsession, qui se classe à la 67e place du classement single en France.
En 2002, elle se lance dans le monde de la mode en devenant mannequin pour Jean-Paul Gaultier, puis styliste de sa propre ligne de maillots de bain et de vêtements pour adolescentes, en exploitant commercialement son nom Loana pour la chaîne de magasins de vêtements La Halle.
En 2003, elle coprésente, avec Stéphane Rotenberg l'émission Stars intimes sur M6. Elle anime par la suite Les Meilleurs moments de la télé-réalité sur TF6.
Le 15 février 2005, elle est candidate à l'émission Duels de stars : le concours de danse sur M6, une compétition de danse qui voit s'affronter deux équipes de célébrités. Elle fait partie du groupe des filles composé par Élodie Gossuin et Évelyne Leclercq.

#### Téléréalité, musique et faits divers (2006-2016)

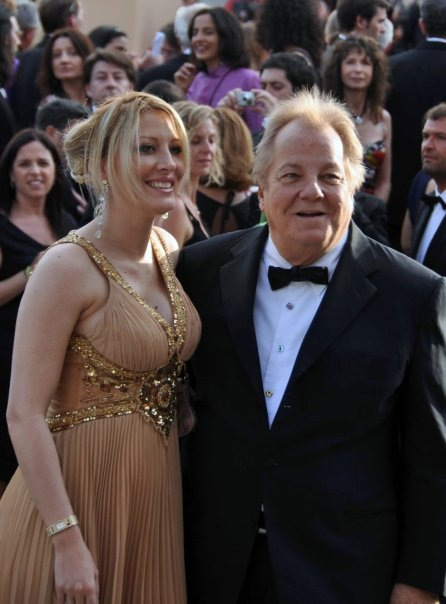
Loana avec Massimo Gargia au festival de Cannes 2009.

En 2006, elle participe de nouveau à une émission de téléréalité, Je suis une célébrité, sortez-moi de là ! dans la jungle brésilienne sur TF1 dont elle finit troisième, derrière Filip Nikolić et Richard Virenque. Loana tourne durant l'été 2006 le pilote d'une série intitulée Saint-Tropez non-stop, aux côtés de Grégory Basso et Bernard Ménez, qui n'a pas trouvé de diffuseur.
En 2007, elle lance son eau de parfum intitulée simplement Loana. En septembre de la même année, Loana est évincée de l'animation du programme Les Meilleurs moments de la télé-réalité sur TF6 car son état physique et psychologique ne lui permettait plus d'assurer l'animation de l'émission.
Elle participe le 23 juin 2008 à une édition spéciale VIP d'Intervilles sur France 3, puis pose dans le magazine Newlook en août de la même année.
Le 18 mai 2009, elle publie son premier opus intitulé I Have a Dream, qui comprend les singles Comme je t'aime et Obsession sortis en 2001 et 2002, mais aussi quelques reprises comme La Madrague et Nue au soleil, titres originellement interprétés par Brigitte Bardot en 1963, Toi mon toit interprétée par Elli Medeiros en 1986 ou encore Parole parole, chanson italienne adaptée en français et rendue célèbre par Dalida et Alain Delon en 1973. À noter que l'album est disponible uniquement sur les plateformes de téléchargement légal.
En 2010, elle reprend à nouveau La Madrague, titre originellement interprété par Brigitte Bardot en 1963.
En mai 2011, elle participe à la deuxième saison des Anges de la télé-réalité, tournée à Miami et diffusée sur NRJ 12. Elle révèle à cette occasion à France-Soir qu'elle a été violée et que sa prise de poids, due à un diabète nerveux, découle de cet événement. Loana est annoncée comme marraine des Anges de la télé-réalité 4, mais son état de santé ne lui permet pas de participer à l'émission. Elle sera finalement chroniqueuse dans la quotidienne de l'émission, diffusée sur NRJ 12.

#### Retour télévisuel et second livre (depuis 2017)
Début 2017, NRJ 12 officialise la participation de Loana à la neuvième saison des Anges à Miami. Le 14 février 2017, elle dévoile le single Love Me Tender, une reprise d'Elvis Presley, en duo avec Eryl Prayer. Depuis avril 2017, elle anime Les Interviews de Loana et Le Journal intime de Loana sur Non Stop People. 
Début 2018, c'est une Loana transformée que l'on retrouve sur le devant de la scène,. Elle assure la promotion de son deuxième livre Si dure est la nuit, si tendre est la vie (Plon) en participants à plusieurs émissions (C à vous, Touche pas à mon poste !...). Pour l'occasion le magazine féminin Elle lui consacre sa Une de couverture du mois de mars où elle arbore une nouvelle silhouette. 
Fin mars 2018, elle intègre la distribution de La Villa des cœurs brisés saison 4 dont le tournage se déroule à Punta Cana (République dominicaine). L'émission est diffusée fin 2018 sur TFX. Le tournage débute le 5 mars 2018 et se termine le 19 avril 2018. La diffusion a duré du 17 décembre 2018 au 29 mars 2019. La distribution initiale, officialisée par la chaîne le 13 avril 2018, est composée de quatorze candidats.
La même année, elle confie qu'elle souhaite tout arrêter en 2019 et partir de France, ce qu'elle confirme le 16 novembre 2018 dans l'émission Touche pas à mon poste !, en affirmant qu'elle a le projet de monter une maison d’hôte avec sa mère dans la région de l'Algarve, au sud du Portugal. Cependant, elle confie à Télé-Loisirs préparer un retour musical et annonce, en février 2019, être en train d'enregistrer une reprise de La vie en rose d'Édith Piaf.

### Faits divers
Le 4 février 2009, Loana Petrucciani a été transportée à l'hôpital Percy de Clamart, après avoir été découverte par une amie en fin de journée semi-inconsciente et habillée dans sa baignoire, à son domicile parisien. La porte de son appartement était entrouverte. D’après ses premières déclarations, elle aurait été victime d'une agression par deux hommes venus régler un différend avec elle. Les coups lui auraient occasionné une fracture du nez, des contusions et des ecchymoses sous les yeux. Les griffures constatées par son amie semblent confirmer une vive empoignade. Cependant, entendue le 10 février 2009 par les services de police, Loana n'a pas confirmé l'agression, déclarant ne pas s'en souvenir et évoquant seulement une dispute survenue quelques jours auparavant avec son petit ami. Selon un communiqué de son avocat du 16 février 2009, Loana a tenu à faire savoir qu'elle n'était pas sous l'emprise de stupéfiants et qu'elle n'a pas fait l'objet de violences sexuelles.
Après plusieurs tentatives de suicide qui suivent sa sortie du Loft — neuf selon ses déclarations — Loana tente à nouveau de mettre fin à ses jours en janvier 2012. Elle est par la suite hospitalisée dans l'unité psychiatrique de l'hôpital Sainte-Anne. Loana tente de se suicider une nouvelle fois le 24 décembre 2013 pendant la veillée de Noël en mélangeant alcools et médicaments. Elle est restée deux jours en réanimation. 
Le 11 juin 2015, Loana, Frédéric Cauvin (son compagnon) et leur yorkshire ont été victimes d'un spectaculaire accident de voiture sur l'autoroute A6, alors qu'ils rentraient de l'anniversaire de Violette, la mère de Loana. Frédéric Cauvin a indiqué que lui et Loana avaient mis trois jours pour se remettre de l'accident. Il pense que sa voiture a été percutée par un conducteur ivre.
En février 2020, Loana s'est disputée avec son ex-compagnon, entré par effraction dans son domicile,,,,. En septembre, après avoir posté des photos de son corps tuméfié sur le réseau social Instagram, elle accuse son ancien compagnon, Fred Cauvin, de l'avoir passée à tabac pendant « plus de quatre heures »,.
En octobre 2020, Loana est hospitalisée en psychiatrie après une crise de démence dans la rue à Paris. Sa mère demande sa mise sous curatelle.
En février 2021, elle fait des annonces : elle déclare être bipolaire et annonce porter plainte contre Fred Cauvin et aussi sa mère Violette pour harcèlement, escroquerie en bande organisée, abus de faiblesse, abus de confiance, abus de pouvoir, séquestration, coups et blessures.
Le 22 février 2021, elle est hospitalisée dans un état très grave à Hyères, après une surdose au GHB. Quelques jours plus tard, elle accuse son agent Sylvie Ortega Munoz de lui avoir donné des médicaments pour « la faire crever », ce que cette dernière nie. À la suite de ces accusations, Sylvie Ortega témoigne dans TPMP, où elle a une altercation avec Eryl Prayer[réf. nécessaire].
Le 5 février 2024, Loana déclare, sur le plateau de TPMP, avoir été victime d'un viol pendant dix heures en septembre 2023, en évoquant des pertes de mémoire et difficultés à parler depuis ce jour-là.

### Vie privée
Loana est mère d'une fille née le 21 janvier 1998, Mindy, dont la garde lui a été retirée. La garde est confiée par la justice au père biologique, Steeve[Qui ?], bien que Loana affirme qu'il les a abandonnées à la naissance de la petite fille. Cependant, en décembre 2014, celle-ci ne veut plus avoir de contact avec Loana. Malgré tout Loana avoue toujours que le plus beau jour de sa vie est celui de la naissance de sa fille.

En 2019, elle déclare sa bisexualité au magazine Voici : « Dans la vie ça m’est arrivé d’avoir des coups de cœur pour les deux sexes…... Je me fiche après de comment il ou elle sera. Je veux quelqu’un de bien à mes côtés ».

## Télévision

### Participations
- 2001 : Loft Story - saison 1 sur M6 : gagnante
- 2003 et 2017 : Fort Boyard sur France 2 : participante
- 2003 : Le Champion de la télé sur TF1
- 2003 : Vis ma vie sur TF1 : participante
- 2004 : Fear Factor sur TF1
- 2005 : Duel de stars sur M6
- 2005 : Zone rouge sur TF1
- 2006 : Je suis une célébrité, sortez-moi de là ! sur TF1 : finaliste
- 2006 : Attention à la marche ! sur TF1
- 2007 : Qui veut gagner des millions ?  sur TF1
- 2008 : Intervilles sur France 3 : participante
- 2011 : Les Anges de la télé-réalité 2 : Miami Dreams sur NRJ 12
- 2012 : Les Anges de la téléréalité 4, le Mag sur NRJ 12 : chroniqueuse
- 2013 : Les Anges vous disent tout sur NRJ12
- 2017 :  Les Anges 9 : Back to Paradise sur NRJ 12
- 2018-2019 :  La villa des cœurs brisés 4 sur TFX

### Présentatrice
- 2001 : L’Été de Loana sur M6
- 2003 : Stars intimes (avec Stéphane Rotenberg) sur M6
- 2006 : Les Meilleurs moments de la télé-réalité sur TF6
- 2017 : Les interviews de Loana sur Non Stop People
- 2017 : Le journal intime de Loana sur Non Stop People

### Documentaires
- 2015 : L'incroyable histoire de la télé-réalité sur W9
- 2019 : Téléréalité : que sont devenues les stars des émissions cultes ? sur TFX
- 2021 : La Face cachée de - Loana, 20 ans après le loft : de la télé à la réalité sur RMC Story
- 2021 : Loana : une lofteuse up and down sur C8
- 2021 : Les 20 ans de la télé-réalité - Du loft à Secret Story sur TMC
- 2024 : Loft Story : Loana, qu'est-elle devenue ? sur RMC Story

## Discographie

### Singles
- 2001 : Comme je t'aime / Parce que je me mens
- 2002 : Obsession / De toi en moi
- 2009 : Paroles Paroles (reprise de Dalida en duo avec Massimo Gargia)
- 2010 : La madrague (reprise de Brigitte Bardot)
- 2011 : Maux d'amour
- 2017 : Love Me Tender / Loving you (reprise d'Elvis Presley en duo avec Eryl Prayer)

## Publications
- 2001 : Elle m'appelait… miette, autobiographie, avec Jean-François Kervéan, éditions Pauvert  (ISBN 9782720214554)
  - rééd. France Loisirs  (ISBN 2744152196)
  - rééd. Le Livre de poche  (ISBN 9782253152064)
- 2018 : Si dure est la nuit, si tendre est la vie, autobiographie, avec Laurence Caracalla, éditions Plon

## Dans la culture populaire
- 2018 : Téléréalité ou la guerre des chaînes, fiction radiophonique de France Inter où Marion Malenfant incarne le personnage de Loana[63].
- Dans le cadre de l'affaire Cécile Bloch, la profileuse Frédérique Balland est surnommée « Loana »[64].
- 2024 : Dans la série Culte, Marie Colomb interprète le personnage de Loana.